# Zwilag
Das Zwilag ist ein Zwischenlager für alle Kategorien radioaktiver Abfälle in der Schweiz. Es befindet sich neben dem Gelände des Paul Scherrer Instituts (PSI) in Würenlingen. Die Betreiberfirma Zwischenlager Würenlingen AG wurde 1990 als Aktiengesellschaft ins Handelsregister eingetragen.
Das Zwischenlager besteht aus einer Lagerhalle für abgebrannte Brennelemente und verglaste hochradioaktive Abfälle, einer Halle für langlebige mittelradioaktive Abfälle sowie einer Halle für schwach- und mittelradioaktive Abfälle. Im Juli 2001 wurden die ersten Brennelemente, im Dezember 2001 die ersten Glaskokillen angeliefert. Das Zwischenlager verfügt auch über spezielle Einrichtungen zur Behandlung von schwachradioaktiven Abfällen, darunter eine Konditionierungsanlage zum Sortieren von Mischabfällen, Kompaktieren, Behandeln von Flüssigabfällen und zur endlagergerechten Zementierung sowie eine neuartige Plasmaschmelzanlage.
Daneben befindet sich das Bundeszwischenlager für Abfälle aus Medizin, Industrie und Forschung, das vom PSI betrieben wird. Im Mai 2014 wurde bekannt, dass die Kapazität des Bundeszwischenlagers zu 85 Prozent erschöpft sei. Bis dato lagern dort rund 5000 Fässer und 120 Container mit schwach radioaktiven Abfällen.
Im Jahr 2016 wurden die Rückführungen der mit der Wiederaufarbeitung (WA) von abgebrannten Brennelementen angefallenen schweizerischen radioaktiven Abfälle aus La Hague und Sellafield abgeschlossen. Im Zwilag lagern nun in 23 Castor-Behältern die hochaktiven verglasten Abfälle und in 552 Einzelgebinden (z. B. Fässern) die kompaktierten mittelaktiven Abfälle. Der Inhalt dieser Behältnisse war einer der Gegenstände der jahrzehntelangen heftigen Debatten um die WA mit der AKW-Opposition.

## Störfall
- Im Dezember 2024 gab es im Gebäude des Schmelzofens eine Rauchentwicklung. Sie entstand (wegen des fälschlichen automatischen Schliessens einer Klappe) aufgrund eines Überdruckes im Ofen selbst. Die Feuerwehr brachte die Situation unter Kontrolle, es habe keine Gefahr für Mensch und Umwelt bestanden.[3]

## Eigentümer
Die Zwilag AG gehört den Schweizer Kernkraftwerk-Betreibergesellschaften, anteilig bezüglich der Leistung der einzelnen Werke.  
| Aktionär                     | Aktienkapital |
| ---------------------------- | ------------- |
| Kernkraftwerk Leibstadt      | 33,8 %        |
| Kernkraftwerk Gösgen-Däniken | 31,2 %        |
| Axpo Power                   | 24,3 %        |
| BKW Energie                  | 10,7 %        |